# San Isidro Naranjal
San Isidro Naranjal är en ort i Mexiko.   Den ligger i kommunen San José Chiltepec och delstaten Oaxaca, i den sydöstra delen av landet, 400 km sydost om huvudstaden Mexico City. San Isidro Naranjal ligger 117 meter över havet och antalet invånare är 611.
Terrängen runt San Isidro Naranjal är lite bergig. Runt San Isidro Naranjal är det ganska glesbefolkat, med 29 invånare per kvadratkilometer. Närmaste större samhälle är San José Chiltepec, 7,9 km nordväst om San Isidro Naranjal. I omgivningarna runt San Isidro Naranjal växer i huvudsak städsegrön lövskog.